# Baltasar Barberà
Baltasar Barberà (Reus, segle XVI) va ser un mestre cal·lígraf català.
Va ser autor dels preciosos llibres de cor que procedents de l'església Prioral de Sant Pere es guarden al Museu Municipal de Reus. Són llibres de gran format (90x60 cm), de pergamí i amb les cobertes de cuir amb aplicacions metàl·liques que representen les armes de la ciutat. Al seu interior hi ha lletres decorades on podem trobar escenes de la vida de Jesús quan era infant (La Circumcisió de Jesús, L'Epifania i La Presentació de Jesús al Temple), de la Verge (La immaculada Concepció, La purificació de la Verge), de Sant Pere (Entrega de les claus a Sant Pere) o de Sant Andreu, que estan acompanyades amb altres lletres profusament decorades amb elements florals. Aquestes obres es van realitzar cap al 1590, amb la col·laboració de Joan Almenara, de la Selva i monjo de Santes Creus. Un temps abans havia treballat a la Llibreria de la catedral de Barcelona. El 1597 el capítol de la catedral de Tarragona li encomanà el treball cal·ligràfic dels llibres del cor. El 1599 era Sant Miquel dels Reis a València, però després tornà a Tarragona.